# 鲁塔·帕什考斯基耶涅
鲁塔·帕什考斯基耶涅（1977年3月29日—），立陶宛女子乒乓球运动员。她曾获得7枚欧洲乒乓球锦标赛金牌。她也参加了1996年亚特兰大奥运会、2000年悉尼奥运会和2008年北京奥运会。